# Cyrtophora cicatrosa
Cyrtophora cicatrosa là một loài nhện trong họ Araneidae.
Loài này thuộc chi Cyrtophora. Cyrtophora cicatrosa được miêu tả năm 1869 bởi Stoliczka.